# Klauzúra
A klauzúra (latin: clausura = elzártság), a kereszténységben a kolostoroknak a külvilág elől elzárt része és az erről szóló egyházi rendelkezés.
Van pápai és püspöki klauzúra. A pápai klauzúrát az általános egyházjog szabályozza, megsértőjét kiközösítés büntetése sújtja. A püspöki klauzúrát is az új egyházi törvénykönyv szabályozza ugyan, de a püspöki joghatóságtól függ sok pontban és nem olyan szigorú a megsértéséért a büntetés.
Pápai klauzúrája van minden egyházjogi értelemben vett rendnek, azaz olyan szerzetnek, melyben ünnepélyes fogadalom van. Minden nem ünnepélyes fogadalommal bíró szerzetnek is van enyhébb püspöki klauzúrája.
Az egyházjog előírja, hogy a férfi szerzetesek rendházaiban pápai klauzúrának kell lenni, kivéve a templomot, a sekrestyét, iskolát, internátust, a vendégszobákat és a társalgót. A klauzúra kiterjed a kolostorkertre is, ahová a szerzetesek járni szoktak.
Legszigorúbb az apácák klauzúrája, a többi szerzetesé enyhébb. Az apácák a fogadalom után a Szentszék engedélye nélkül csak veszély esetén jöhetnek ki a klauzúrából, oda viszont sem férfinak, sem nőnek nem szabad bemenni, kivéve a bíborosokat; a helyi megyéspüspököt (de csakis rendvizsgálat végett); a hivatalos rendi vizsgálót (visitator), de kísérettel; a rendi gyóntatót, négy idősebb apáca kíséretében, ha valamelyik nagybeteg apácát el kell látni szentségekkel; az államfőket és a közvetlen környezetükbe tartozó nőket. A főnöknő engedélyével ezentúl az orvosok, munkások stb. is bemehetnek.